# Shot of Love
Shot of Love är ett musikalbum av Bob Dylan släppt 1981. Albumet var det tredje och sista studioalbumet som gavs ut under Bob Dylans "pånyttfödda" kristna period. Det innehåller dock även mer sekulära teman, som vanliga kärlekssånger och en hyllning till den avlidne komikern Lenny Bruce. Många pekar på låten "Every Grain of Sand" som albumets höjdpunkt. Resten av albumet fick ett ganska svalt mottagande av musikkritikerna. Kommersiellt sett blev albumet en större framgång i Europa än i USA. På albumet medverkar Donald "Duck" Dunn på bas, och både Ringo Starr och Ronnie Wood medverkar som gästmusiker.
Låten "The Groom's Still Waiting at the Altar" ingick från början inte på albumet. Denna låt släpptes enbart som b-sida till de amerikanska versionerna av singeln "Heart of Mine". I Europa gavs singeln istället ut med b-sidan "Let It Be Me". När albumet senare gavs ut på CD fanns "The Groom's Still Waiting at the Altar" med på skivan och har ingått på albumet sedan dess.
1985 dök "Caribbean Wind" upp på samlingsalbumet Biograph. Låten hade spelats in under Shot of Love-perioden, men togs inte med på albumet. Ett flertal andra låtar som spelades in under perioden gavs ut på albumet The Bootleg Series Volumes 1-3 (Rare & Unreleased) 1961-1991.

## Låtlista
Låtarna skrivna av Bob Dylan.
1. "Shot of Love" - 4:18
2. "Heart of Mine" - 4:29
3. "Property of Jesus" - 4:33
4. "Lenny Bruce" - 4:32
5. "Watered-Down Love" - 4:10
6. "The Groom's Still Waiting at the Altar" - 4:02
7. "Dead Man, Dead Man" - 3:58
8. "In the Summertime" - 3:34
9. "Trouble" - 4:32
10. "Every Grain of Sand" - 6:12

## Listplaceringar
| Lista (1982)   | Position            |
| -------------- | ------------------- |
| Finland        | 22                  |
| Nederländerna  | 28                  |
| Norge          | 5 (VG-lista)        |
| Nya Zeeland    | 15                  |
| Storbritannien | 8 (UK Albums Chart) |
| Sverige        | 8 (Topplistan)      |
| USA            | 33 (Billboard 200)  |
| Västtyskland   | 50                  |
| Österrike      | 20                  |